# Settinchen

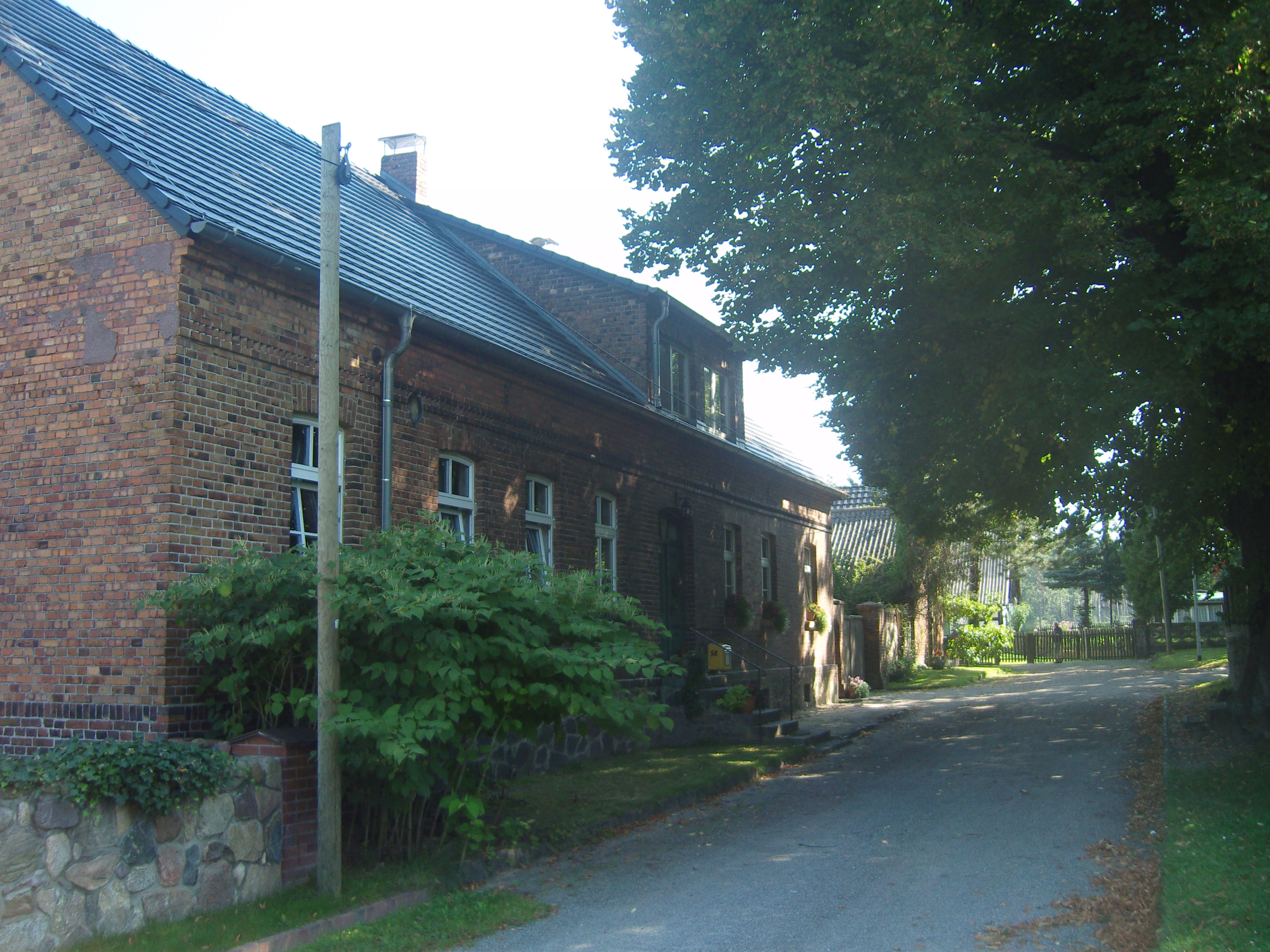
Straßenansicht

Settinchen, niedersorbisch Žytym, ist ein Gemeindeteil von Gollmitz, das Ortsteil der Stadt Calau ist. Der Ort liegt im nördlichen Teil des südbrandenburgischen Landkreises Oberspreewald-Lausitz.

## Lage
Settinchen liegt in der Niederlausitz im Osten des Naturparks Niederlausitzer Landrücken.
Nördlich von Settinchen liegt der Calauer Ortsteil Kemmen mit seinen Gemeindeteilen Schadewitz und Säritz. Ebenfalls in nördlicher Richtung liegt die Stadt Calau. Im Nordosten folgen Cabel und der Ortsteil Werchow. Im Osten und Südosten grenzt Settinchen an Orte der Gemeinde Luckaitztal, Gielow, Gosda, Weißag und Zwietow. Im Süden befinden sich Orte der Gemeinde Bronkow. Westlich folgt Gollmitz.
Bei Settinchen befindet sich die Wüstung Biehlen.

## Geschichte

### Ortsgeschichte
Im Jahr 1937 fand man bei Settinchen eine Steinkiste mit zwei Steinbeilen, das zu den ältesten Siedlungszeugnissen der Calauer Schweiz gehört.
Der Ortsname Settinchen leitet sich wahrscheinlich vom niedersorbischen Ort Žyto für Getreide ab, die Grundform wäre Žytna. Ein verwandtes Beispiel ist die sächsische Stadt Zittau deren Ortsname sich vom obersorbischen Wort Žitawa ableitet. Settinchen wurde 1526 als Setinichen, 1576 als Satinichen und 1675 als Settinichen erwähnt. Die sorbische Ortsnamevarianten wurde 1761 als Źůtim und Žytym genannt. Die eingedeutschte Namensvariante Settin wurde um den deutschen Verkleinerungssuffix -chen erweitert. Nordwestlich von Settinchen liegen weitere Orte mit den dem Suffix -chen Mallenchen, Wanninchen und Presenchen.
Im Ergebnis des Wiener Kongresses kam Settinchen an das Königreich Preußen und gehörte zum Landkreis Calau. Der Haupterwerbszweig war die Landwirtschaft. Die Einwohner Settinchens arbeiteten nebenbei in den Ziegeleien der benachbarten Orte und bei der Bahn. Am 1. Januar 1926 wurde Settinchen nach Cabel eingegliedert. Nach dem Zweiten Weltkrieg gehörte Settinchen zum 1952 neugegründeten Kreis Calau. Im Zuge der brandenburgischen Kreisgebietsreform in den 1950er-Jahren wurde Settinchen am 1. Januar 1957 dem Ort Gollmitz angegliedert. In den 1980er Jahren lag Settinchen in einem Bergbauschutzgebiet des Feldes Calau-Süd im Lausitzer Braunkohlerevier und war durch die Devastierung bedroht. Nach der Wende wurden die Planungen zur Öffnung des Feldes wieder verworfen.
Am 31. Dezember 2001 wurde Gollmitz mit Settinchen und den Orten Buckow, Groß Jehser, Craupe und Zinnitz in die Stadt Calau eingegliedert. Settinchen gehört zur Kirchengemeinde Calau, die seit 2010 Teil des Kirchenkreises Niederlausitz ist.

### Einwohnerentwicklung
| Einwohnerentwicklung in Settinchen von 1875 bis 1925 | Einwohnerentwicklung in Settinchen von 1875 bis 1925 | Einwohnerentwicklung in Settinchen von 1875 bis 1925 | Einwohnerentwicklung in Settinchen von 1875 bis 1925 | Einwohnerentwicklung in Settinchen von 1875 bis 1925 | Einwohnerentwicklung in Settinchen von 1875 bis 1925 | Einwohnerentwicklung in Settinchen von 1875 bis 1925 | Einwohnerentwicklung in Settinchen von 1875 bis 1925 |
| Jahr                                                 | Einwohner                                            | Jahr                                                 | Einwohner                                            | Jahr                                                 | Einwohner                                            | Jahr                                                 | Einwohner                                            |
| ---------------------------------------------------- | ---------------------------------------------------- | ---------------------------------------------------- | ---------------------------------------------------- | ---------------------------------------------------- | ---------------------------------------------------- | ---------------------------------------------------- | ---------------------------------------------------- |
| 1875                                                 | 82                                                   | 1890                                                 | 53                                                   | 1910                                                 | 47                                                   | 1925                                                 | 68                                                   |

## Sehenswürdigkeiten
Der Radwanderweg Niederlausitzer Bergbautour führt durch den Ort.

## Wirtschaft und Infrastruktur
Westlich des Ortes verläuft die Bundesautobahn 13 und nördlich die Bundesautobahn 15. An die A 13 ist der Ort über die Anschlussstellen Calau und Bronkow angebunden. Nördlich Settinchens verläuft die Bahnstrecke Halle–Cottbus in West-Ost-Richtung. Die Landwirtschaft ist für den Ort weiterhin ein wichtiger Wirtschaftszweig.